# Provincia di Terra del Fuoco, Antartide e Isole dell'Atlantico del Sud
Terra del Fuoco, Antartide e Isole dell'Atlantico del Sud (in spagnolo: Tierra del Fuego, Antártida e Islas del Atlántico Sur) è il nome ufficiale di una provincia della Patagonia argentina che comprende la parte orientale dell'Isola Grande della Terra del Fuoco e l'Isola degli Stati, ha un'estensione territoriale di 21.263 km², una popolazione di 127.205 abitanti (censimento del 2010) e ha come capoluogo la cittadina di Ushuaia. 
Sulle cartine geografiche e nelle statistiche argentine sono compresi nella provincia anche i territori rivendicati dall'Argentina nell'Atlantico Sud: Isole Falkland, Georgia del Sud, Isole Sandwich Australi e parte dell'Antartide.

## Storia
La presenza umana a sud dello stretto di Magellano data di circa 10 000 anni fa, con l'arrivo di diversi gruppi di aborigeni: i Selknam (o Shelknam o Onas), gli Yamana,  i Kaweshkar (chiamati anche Alacaluf), e i Mánekenk (o Aush). Tra questi, i Selknams e i Mánekenk appartenevano al complesso gruppo dei Tehuelche. 

Popolazioni indigene della Patagonia e Terra del Fuoco

La sovranità argentina sulla metà orientale dell'Isola Grande venne gradualmente stabilita durante tutto il XIX secolo. 
Dal 1880, l'isola è lo sfondo di uno degli eventi più atroci nella storia argentina in cui migliaia di nativi americani vennero massacrati da bande di criminali pagati dagli immigrati inglesi e croati, proprietari di estancias sul territorio. Per ogni indiano ucciso, venivano pagate cinque sterline, che fosse uomo, donna o bambino.
Un ricco avventuriero argentino di origine rumena, Julius Popper, che aveva stabilito la propria legge sull'isola sostenuto da bande di assassini, si vantava di essere un "cacciatore di Onas". Sebbene i padri salesiani avessero denunciato questi orrori e le loro relazioni fossero arrivate al Congresso Nazionale di Buenos Aires, nulla fu fatto per prevenirli o per punire i colpevoli. All'epoca la sensibilità verso queste tematiche era poco sviluppata in Argentina, tanto più che il presidente argentino non era altro che l'ex generale Julio Argentino Roca, colui che aveva ideato e condotto in Patagonia la campagna di genocidio degli indiani chiamata "conquista del deserto". La pulizia etnica nella Terra del Fuoco continuò fino agli anni '20.

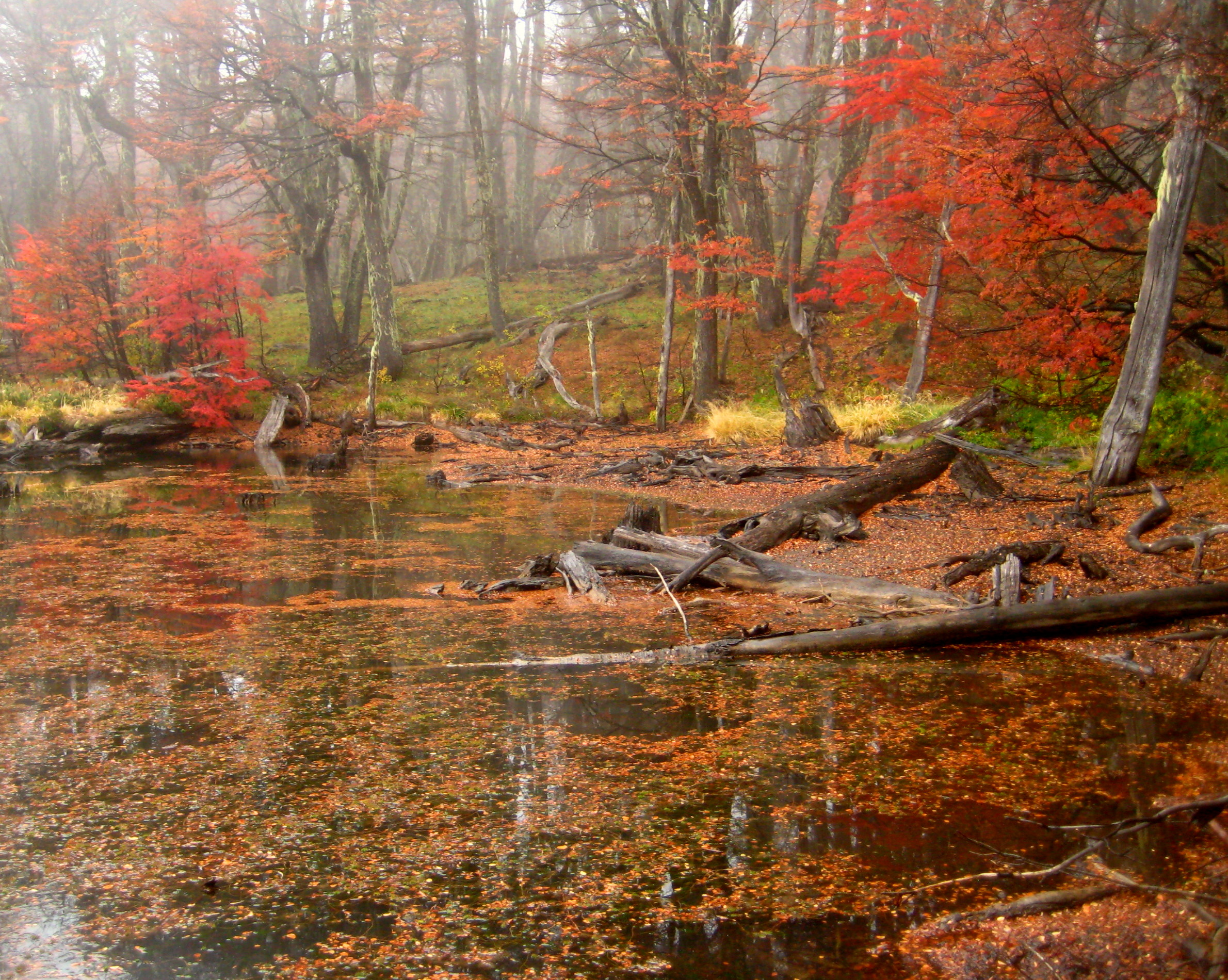
L'"Autunno Rosso" sull'isola grande della Terra del Fuoco.

## Geografia antropica

### Suddivisioni amministrative

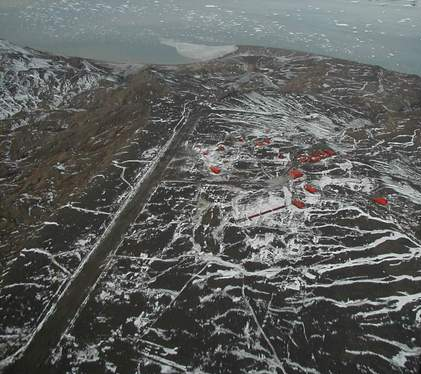
Base Marambio nella foto di questa installazione permanente nella Antartide Argentina si mette in evidenza l'aeroporto attivo tutto l'anno.

La legislazione argentina divide la provincia in 5 dipartimenti. Tuttavia, solo 3 dipartimenti sono effettivamente attivi, dato che il diritto internazionale nega l'esistenza degli altri due:
- Dipartimento di Río Grande
- Dipartimento di Ushuaia
- Dipartimento di Tolhuin
- Il dipartimento dell'Antartide Argentina non è riconosciuto poiché proclamato in contrasto con il trattato Antartico. Le autorità argentine tentano di esercitarvi sovranità, tuttavia è ambiguo se tali atti si svolgano nel quadro del diritto nazionale o nelle forme e nei limiti del predetto trattato. Bisogna inoltre aggiungere che parte di questo teorico dipartimento è rivendicato anche dai governi del Cile e della Gran Bretagna.
- La quarta ripartizione sarebbe il dipartimento delle Isole dell'Atlantico Meridionale. Essa è tuttavia una pura teoria, la comunità internazionale riconoscendo l'area come territorio britannico. In questo caso, il governo argentino non vi esercita sovranità alcuna, né fattuale né teorica.

La provincia è composta di 3 soli comuni:
- Río Grande (dipartimento di Río Grande)
- Tolhuin (dipartimento di Tolhuin, fino al 2017 nel dipartimento di Río Grande)
- Ushuaia (dipartimento di Ushuaia).

Il sistema utilizzato, tuttavia, è quello che in Argentina è chiamato sistema de ejidos no colindantes: ciò vuol dire che i comuni censiti non sono confinanti tra loro, per cui esistono territori non sottomessi ad alcuna amministrazione.